# Strongylurus scutellatus
Strongylurus scutellatus là một loài bọ cánh cứng trong họ Cerambycidae.